# Arnold Wilson

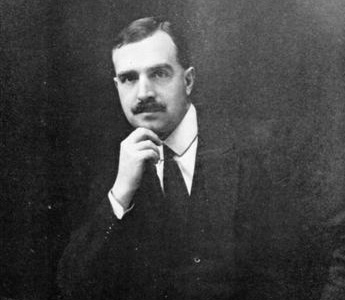
Sir Arnold Wilson

Sir Arnold Talbot Wilson KCIE, CSI, CMG, DSO, MP (* 18. Juli 1884; † 31. Mai 1940 bei Dünkirchen) war ein britischer Offizier, Kolonialbeamter und konservativer Parlamentarier, der eine entscheidende Rolle bei der Gründung des modernen Staates Irak spielte.

## Leben
Wilson wurde als Sohn des anglikanischen Geistlichen James Maurice Wilson und dessen zweiter Frau Georgina Mary geboren und an der Mostyn House Preparatory School und am Clifton College in einem Vorort von Bristol, wo sein Vater Schulleiter war, erzogen. Er erlernte mehrere indische Sprachen und Persisch. Er besuchte anschließend das Royal Military College in Sandhurst und wurde 1903 als vorläufig regimentsloser Offizier in die Indian Army aufgenommen. Nach einem Jahr Dienst beim in Britisch-Indien stationierten Wiltshire Regiment kam er 1904 zu den 32nd Sikh Pioneers. Im gleichen Jahr wurde er mit einer Abteilung der Bengal Lancers ins persische Ahvaz entsandt, um das dortige britische Konsulat zu bewachen und zugleich für den Schutz der Erdölkonzession der D’Arcy Oil Company (später Anglo-Persian Oil Company) zu sorgen.
1907 wechselte Wilson in die Intelligence Branch der politischen Abteilung der Administration Britisch-Indiens, für die er in der Golfregion als politischer Offizier tätig war. Er war 1908 zugegen, als in Masdsched Soleyman das erste Erdölvorkommen in der Region entdeckt wurde. Von 1909 bis 1911 war er Generalkonsul in Chorramschahr und wurde mit dem Vorsitz in der turko-persischen Grenzkommission betraut.
Im Ersten Weltkrieg fungierte Wilson zuerst als Assistent und dann als Stellvertreter von Sir Percy Cox, dem verantwortlichen politischen Offizier für Mesopotamien. Er nahm an mehreren Gefechten des Feldzugs in Mesopotamien teil und gewann hier den Distinguished Service Order. Ab dem Sommer 1918 vertrat er Cox als amtierender Zivilkommissar in Bagdad, nachdem jener nach Persien versetzt wurde. Wilsons Ziel war es, eine direkte Verwaltung der vormals osmanischen Provinzen Bagdad, Basra und Mossul unter der Oberhoheit der britisch-indischen Regierung zu etablieren. In einem von November 1914 datierenden Brief an den Parlamentarier Charles Yate hatte er seine Vision für das Land geschildert: Es sollte nach dem siegreichen Kriegsende als Ansiedlungsgebiet für muslimische Inder dienen und somit in gewisser Weise das muslimische Element in Indien für die Kriegsbeteiligung entschädigen. Wilson stand auch in engem Briefkontakt mit Arthur Hirtzel, dem Sekretär der politischen Abteilung im Londoner India Office, dem er Anfang 1919 mitteilte, er betrachte sich als zuständig für das gesamte britisch besetzte Gebiet von der indischen Grenze westwärts bis an die Grenze Syriens. Die anglo-französische Erklärung vom 7. November 1918, die den Völkern des Nahen Ostens freie Wahl ihrer Regierung in Aussicht stellte, betrachtete er als absurd. Er war jedoch gezwungen, sich den politischen Vorgaben aus London zu beugen und hielt Anfang 1919 eine Art Referendum über die Zukunft des Landes ab. Im Frühjahr desselben Jahres besuchte er die Pariser Friedenskonferenz, wo er die von T. E. Lawrence begleiteten arabischen Delegierten um Yasin al-Hashimi mit seiner Ablehnung von deren Plänen für die Zukunft des Zweistromlandes vor den Kopf stieß, und London, wo er vor dem Eastern Committee vortrug.
Wilson war bekannt für seinen Arbeitseifer. Er bereiste mehrfach mit dem Flugzeug die Landesteile und machte sich mit den Bedingungen vor Ort vertraut. Binnen kurzer Zeit stampfte er eine Organisation aus dem Boden, die 16 administrative Obereinheiten und 40 Distrikte umfasste. Die vorgesehene lokale Beteiligung in Form gewählter Räte vernachlässigte er hingegen. Als ihn seine Mitarbeiterin Gertrude Bell Ende 1919 in einem Memorandum warnte, diese Politik würde über kurz oder lang zu einem gewaltsamen Ausbruch führen, wies er dies scharf zurück. Gleichwohl kann ihn der Ausbruch des Irakischen Aufstands von 1920 kaum überrascht haben, zu dem es nach der Bekanntgabe der Beschlüsse der Konferenz von Sanremo kam. Schon zuvor hatten im Norden die Kurden unter Scheich Mahmud Barzandschi rebelliert und schiitische Geistliche in Fatwas die britische Herrschaft für unrechtmäßig erklärt. Zudem hatten arabische Nationalisten aus dem Umkreis der al-Ahd al-Iraqi nach der Festnahme al-Hashimis in Syrien ihre Propaganda gegen die Briten verschärft und Tal Afar in der Grenzregion besetzt. Der sich vom mittleren Euphrat aus schnell ausbreitende Aufstand wurde nur unter hohem personellen und finanziellen Aufwand von Truppen unter General Aylmer Haldane unter anderem durch den Einsatz von Flugzeugen niedergeschlagen. Wilson wurde nach diesem Fiasko im Oktober 1920 abgelöst, nachdem die britische Regierung schon im Juni die Wiedereinsetzung des bei den Irakern besser angesehenen Percy Cox beschlossen hatte.
Nach seinem Ausscheiden aus dem Staatsdienst trat Wilson in die Anglo-Persian Oil Company ein, für die er bis 1932 als hochrangiger Manager tätig war. Er betätigte sich ferner als produktiver Autor. 1933 gewann er eine Nachwahl als konservativer Kandidat für den Wahlkreis Hitchin in Hertfordshire und gehörte dem House of Commons bis zu seinem Tod an. Er fungierte unter anderem als Vorsitzender des parlamentarischen Wissenschaftsausschusses und war ein Befürworter der Eugenik. In den 1930er Jahren bereiste er mehrfach auf Einladung der Nationalsozialisten das Deutsche Reich und zeigte sich beeindruckt von deren Errungenschaften, sodass er bisweilen als Nazi-Sympathisant beschrieben wird. Im Zweiten Weltkrieg meldete er sich für die RAF Volunteer Reserve und wurde als Bordschütze einer Vickers-Wellington-Besatzung zugeteilt. Er starb beim Absturz seines Flugzeuges während der Schlacht von Dünkirchen, galt zunächst als vermisst (missing, believed killed) und wurde im November 1940 für tot erklärt. Er wurde auf dem Friedhof von Eringhem beigesetzt.